# Blue Creek
Blue Creek är ett vattendrag i Belize. Det ligger i den norra delen av landet, 70 km norr om huvudstaden Belmopan.